# ISO/IEC 9126
Die Norm ISO/IEC 9126 stellt eines von mehreren Modellen dar, um Softwarequalität sicherzustellen. Es bezieht sich mit seinen Kriterien ausschließlich auf die Qualität der Software als 'Produkt' (Produktqualität), nicht oder nur indirekt (über die Ergebnisse) auf die Qualität der Softwareentwicklungsprozesse (Prozessqualität).
Diese ISO-Norm ist in der Norm ISO/IEC 25000 aufgegangen und ist durch ebendiese Norm ersetzt.

## Qualitätsmerkmale

Die Qualitätskriterien für Software als Produkt nach ISO 9126

Folgende Qualitätsmerkmale werden aufgeführt (Teilmerkmale werden im Anhang der Norm nur als Vorschläge aufgeführt):
- Änderbarkeit/Wartbarkeit: Welchen Aufwand erfordert die Durchführung vorgegebener Änderungen an der Software? – Aufwand, der zur Durchführung vorgegebener Änderungen notwendig ist. Änderungen können Korrekturen, Verbesserungen oder Anpassungen an Änderungen der Umgebung, der Anforderungen oder der funktionalen Spezifikationen einschließen.
  - Analysierbarkeit: Aufwand, um Mängel oder Ursachen von Versagen zu diagnostizieren oder um änderungsbedürftige Teile zu bestimmen.
  - Konformität: Grad, in dem die Software Normen oder Vereinbarungen zur Änderbarkeit erfüllt.
  - Modifizierbarkeit: Aufwand zur Ausführung von Verbesserungen, zur Fehlerbeseitigung oder Anpassung an Umgebungsänderungen.
  - Stabilität: Wahrscheinlichkeit des Auftretens unerwarteter Wirkungen von Änderungen.
  - Testbarkeit / Prüfbarkeit: Aufwand, der zur Prüfung der geänderten Software notwendig ist.

- Benutzbarkeit: Welchen Aufwand fordert der Einsatz der Software von den Benutzern und wie wird er von diesen beurteilt? – Aufwand, der zur Benutzung erforderlich ist, und individuelle Beurteilung der Benutzung durch eine festgelegte oder vorausgesetzte Benutzergruppe. Siehe auch Software-Ergonomie.
  - Attraktivität: Anziehungskraft der Anwendung gegenüber dem Benutzer.
  - Bedienbarkeit: Aufwand für den Benutzer, die Anwendung zu bedienen.
  - Erlernbarkeit: Aufwand für den Benutzer, die Anwendung zu erlernen (zum Beispiel Bedienung, Ein-, Ausgabe).
  - Konformität: Grad, in dem die Software Normen oder Vereinbarungen zur Benutzbarkeit erfüllt.
  - Verständlichkeit: Aufwand für den Benutzer, das Konzept und die Anwendung zu verstehen.

- Effizienz: Wie liegt das Verhältnis zwischen Leistungsniveau der Software und eingesetzten Betriebsmitteln? – Verhältnis zwischen dem Leistungsniveau der Software und dem Umfang der eingesetzten Betriebsmittel unter festgelegten Bedingungen.
  - Konformität: Grad, in dem die Software Normen oder Vereinbarungen zur Effizienz erfüllt.
  - Zeitverhalten: Antwort- und Verarbeitungszeiten sowie Durchsatz bei der Funktionsausführung.
  - Verbrauchsverhalten: Anzahl und Dauer der benötigten Betriebsmittel bei der Erfüllung der Funktionen. Ressourcenverbrauch, wie CPU-Zeit, Festplattenzugriffe usw.

- Funktionalität: Inwieweit besitzt die Software die geforderten Funktionen? – Vorhandensein von Funktionen mit festgelegten Eigenschaften. Diese Funktionen erfüllen die definierten Anforderungen.
  - Angemessenheit[3]: Liefern der richtigen oder vereinbarten Ergebnisse oder Wirkungen, zum Beispiel die benötigte Genauigkeit von berechneten Werten.
  - Sicherheit: Fähigkeit, unberechtigten Zugriff, sowohl versehentlich als auch vorsätzlich, auf Programme und Daten zu verhindern.
  - Interoperabilität: Fähigkeit, mit vorgegebenen Systemen zusammenzuwirken.
  - Konformität: Fähigkeit des Softwareprodukts, Standards, Konventionen oder gesetzliche Bestimmungen und ähnliche Vorschriften bezogen auf die Funktionalität einzuhalten.[2]
  - Ordnungsmäßigkeit: Merkmale von Software, die bewirken, dass die Software anwendungsspezifische Normen oder Vereinbarungen oder gesetzliche Bestimmungen und ähnliche Vorschriften erfüllt.
  - Richtigkeit[3]: Eignung von Funktionen für spezifizierte Aufgaben, zum Beispiel aufgabenorientierte Zusammensetzung von Funktionen aus Teilfunktionen.

- Übertragbarkeit: Wie leicht lässt sich die Software in eine andere Umgebung übertragen? – Eignung der Software, von der Umgebung in eine andere übertragen werden zu können. Umgebung kann organisatorische Umgebung, Hardware- oder Software-Umgebung sein.
  - Anpassbarkeit: Fähigkeit der Software, diese an verschiedene Umgebungen anzupassen.
  - Austauschbarkeit: Möglichkeit, diese Software anstelle einer spezifizierten anderen in der Umgebung jener Software zu verwenden, sowie der dafür notwendige Aufwand.
  - Installierbarkeit: Aufwand, der zum Installieren der Software in einer festgelegten Umgebung notwendig ist.
  - Koexistenz: Fähigkeit der Software neben einer anderen mit ähnlichen oder gleichen Funktionen zu arbeiten.
  - Konformität: Grad, in dem die Software Normen oder Vereinbarungen zur Übertragbarkeit erfüllt.

- Zuverlässigkeit: Kann die Software ein bestimmtes Leistungsniveau unter bestimmten Bedingungen über einen bestimmten Zeitraum aufrechterhalten? – Fähigkeit der Software, ihr Leistungsniveau unter festgelegten Bedingungen über einen festgelegten Zeitraum zu bewahren.
  - Fehlertoleranz: Fähigkeit, ein spezifiziertes Leistungsniveau bei Software-Fehlern oder Nicht-Einhaltung ihrer spezifizierten Schnittstelle zu bewahren.
  - Konformität: Grad, in dem die Software Normen oder Vereinbarungen zur Zuverlässigkeit erfüllt.
  - Reife: Geringe Versagenshäufigkeit durch Fehlerzustände.
  - Wiederherstellbarkeit: Fähigkeit, bei einem Versagen das Leistungsniveau wiederherzustellen und die direkt betroffenen Daten wiederzugewinnen. Zu berücksichtigen sind die dafür benötigte Zeit und der benötigte Aufwand.